# Fallen (Burzum-Album)
Fallen ist das achte Album des norwegischen Projekts Burzum.

## Entstehungsgeschichte
Die Lieder wurden im Zeitraum von November 2009 bis Dezember 2010 geschrieben. Im Januar 2011 kündigte Burzums Vertrieb Plastic Head Distribution an, dass Varg Vikernes ein neues Album namens Fallen eingespielt habe, das am 7. März 2011 veröffentlicht werden solle. Stilistisch solle es eine Mischung aus dem Vorgänger Belus und dem zweiten Album Det som engang var sein, die dynamischer und härter als Belus mit einem „größeren“ Klang sein, aber noch immer die typischen Melodien transportieren, die Burzum so ikonisch und einzigartig machten.
Vikernes selbst verglich das Album mit einer Kreuzung des Vorgängers mit etwas Neuem, mehr vom Debütalbum Burzum und Det som engang var als von Hvis lyset tar oss oder Filosofem inspiriert. Der Klang sei dynamischer, das Album sei wie klassische Musik gemastert worden, und er sei in jeder Hinsicht experimenteller gewesen als bei Belus. Gemeint ist damit laut Vikernes, dass der Klang dynamischer und für Radioausstrahlungen ungeeigneter sei, und der dynamische Klang bei Burzum so sehr ein Teil der Musik sei wie die Melodien selbst. Textlich ähnele es dem Debütalbum dahingehend, dass es persönlicher und auf existenzielle Fragen fokussiert sei, der mythische Unterton von Belus sei aber nach wie vor vorhanden. Er habe mit dem kurzen Intro und einem längeren Outro außerdem einige Ambient-Titel integriert.

## Titelliste
1. Fra Verdenstreet (Introduksjon) (dt. Vom Weltenbaum) – 1:03
2. Jeg faller (dt. Ich falle) – 7:50
3. Valen (dt. Gefallen) – 9:21
4. Vanvidd (dt. Wahnsinn) – 7:05
5. Enhver til sitt (dt. Jedem das Seine) – 6:16
6. Budstikken (dt. Die Botschaft) – 10:09
7. Til Hel og tilbake igjen (Konklusjon) (dt. Nach Hel und wieder zurück) – 5:57

## Musikstil und Texte
Vikernes setzt auf Fallen die stilistische Entwicklung des Vorgängers Belus fort. Das Album ist dem Black Metal, der durch Burzums Alben der 1990er „nachhaltig geprägt und beeinflusst worden ist, mittlerweile ein ganzes Stück weit entrückt“. V.ic V.icious vom A-Blaze zufolge ist Vikernes damit „im Begriff, seine Kreation hinter sich zu lassen“. Die Musik ist melodischer und weniger monoton, der Gesang abwechslungsreicher als auf den vorigen Alben.
Cosmo Lee von Invisible Oranges zufolge sind die Text stark todesbezogen; seine Frage an Vikernes, ob Sterblichkeit für diesen momentan ein wichtiges Thema sei, wurde von diesem verneint; Vikernes fügte hinzu, der Tod, den Lee bei Fallen sehe, sei auch eine Wiedergeburt, ein ewiger Kreis. Es gebe in der „europäischen Weltanschauung“ keinen definitiven Anfang und kein Ende, wie im „Judäo-Christentum“ etwa mit dem Garten Eden und dem Jüngsten Gericht, und auch keine Tabuisierung des Todes.
Vikingsgaard von Bleeding for Metal meint, wer glaube, „dass wenigstens die norwegischen Texte einen politisch unkorrekten Stil pflegen“, irre „gewaltig“; Vikernes singe „inbrünstig von transzendentalen Phantasien über die nordische Mythologie“, wie sie auch bei Amon Amarth denkbar wären. Wer „irgendwelche politischen Ambitionen“ mit dem Album verbinde, sei für ihn „ein Schwachkopf und sollte sehr gut nachdenken und recherchieren, bevor er sich zu dieser Thematik äußert“. Allerdings steht Enhver til sitt für Jedem das Seine, was auch am Tor des KZs Buchenwald stand, dies in der Bedeutung Jedem, was er verdient, und im gleichen Sinne von Vikernes erklärt wird. Zudem spielt der Text zu Budstikken mit den Versen „Hirden heil. Fremmad for vårt blod og all vår jord. / Fylking fremmad! Fylking marsj!“ auf die Blut-und-Boden-Ideologie an und mit der Bezeichnung „ørkenguden“ auf die Darstellung des Juden- und des Christentums als „artfremde“ „Wüstenreligionen“. Auf Lees Frage nach dem Feind, auf den sich das Lied bezog, antwortete Vikernes: „The parasitical low-lives leeching on mankind and turning our species into slaves and sub-human scum.“ Dies stellt eine Bezugnahme auf die Verschwörungstheorie dar, der zufolge das „Weltjudentum“ die „Arier“ versklaven wolle. Gegenüber MetalSucks gab er an, er habe sich selbst zensiert, um nicht allzu politisch unkorrekt zu sein, da es nirgendwo wahre Redefreiheit gebe. Während Budstikken ein Kampfschrei sei, handelten die übrigen Lieder von persönlicheren Themen. Textlich sei das Album eine persönlichere und selbst-fokussiertere Version des Belus-Konzepts.
Das Album beginnt mit dem Ambient-Titel Fra Verdenstreet (Introduksjon), der allerdings nicht mit früheren Instrumentalstücken wie Tomhet oder Rundtgåing av den transcendentale egenhetens støtte vergleichbar ist.
Das erste „richtige“ Lied, Jeg faller, „hat zunächst durchaus Black-Metal-Charakter: Ein schneller, treibender Rhythmus; verzerrte Gesangsstimme; die frostig-klirrende Gitarre.“ Der Aufbau ist typisch für Burzum. Allerdings kommen in dem Lied gesprochene Textpassagen und Hintergrundgesang zum Einsatz. Der Text handelt vom Fall des Erzählers vom Weltenbaum zum Grund und „durch die Zeit; hinunter ins Bodenlose, Leere und Zeitlose.“
Typisch für Burzum sind auch die folgende Lieder Valen, in dem sich der Erzähler nach dem Tod als „Antwort auf alle Rätsel“ sehnt, mit einer Länge von fast 10 Minuten und wiederkehrenden Riffs, und Vanvidd, das an Jesu død erinnert.
Gitarre und Gesang bei Enhver til sitt sind burzum-untypisch, ebenso die rock-, thrash- und folk-metal-lastigen Riffs und der teils harsche, teils klare Gesang bei Budstikken. Die Produktion betont das Gitarrenspiel, während Bass und Schlagzeug in den Hintergrund rücken.

## Gestaltung

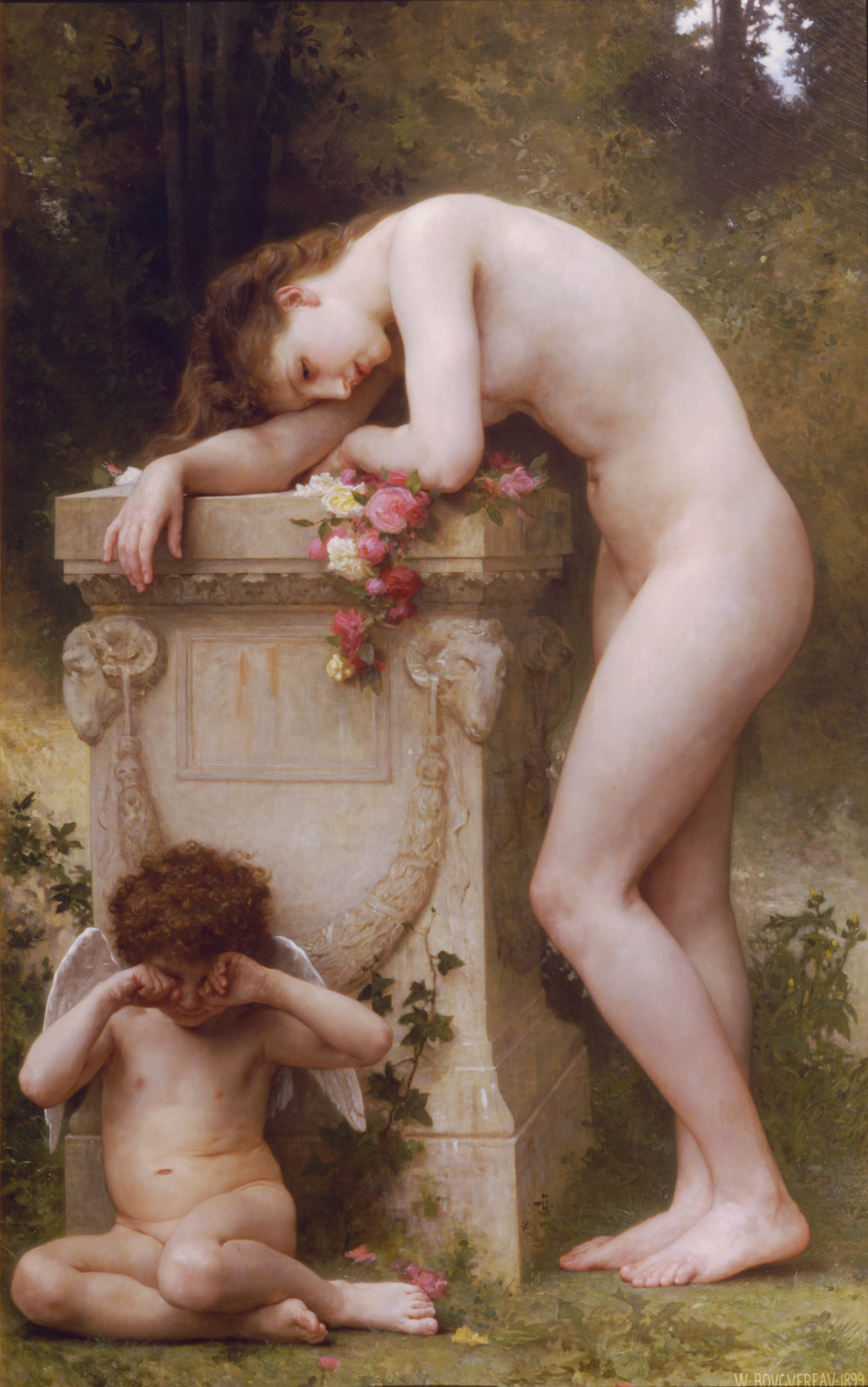
Élégie von William Adolphe Bouguereau

Das Cover ist ein Ausschnitt aus dem Gemälde Élégie des französischen Malers William Adolphe Bouguereau, ein solcher ist auch auf einem der Labels der LP-Version zu sehen. Der Fraktur-Schriftzug des Vorgängers Belus wurde durch eine einfache Times-New-Roman-Schrift ersetzt. Damit wollte Vikernes seine eigene Aussage, Burzum habe kein Logo, betonen. Zwischen den Texten finden sich mythische Illustrationen.

## Rezeption
V.ic V.icious vom A-Blaze betonte die Abkehr Burzums vom Black Metal und bezeichnete Fallen als „ein sehr persönliches Album, wie Varg ebenfalls gesagt hat“. Man könne das Album „sicherlich nur um der Musik willen hören. Das wäre aber ein genauso kurzsichtiges Verhalten wie bei dem Betrachter eines Gemäldes, der sich ausschließlich die Farbpigmente auf der Leinwand anschaut. BURZUM ist ein Aspekt der Persönlichkeit von Varg Vikernes. Seine Bücher sind ein anderer Aspekt. Seine Biographie, und seine Weltanschauung, sowieso. Man wird das eine ohne das andere nicht haben können, soviel steht fest.“ Zigeunerjunge von Schwarze-News hingegen verortete Burzum mit seiner Anmerkung, er kenne „keine andere heutige Band (besonders nicht aus Norwegen), die den Black Metal der 1990er Jahre heute noch so spielt und lebt wie dieser Mann“, nach wie vor im Black Metal; er bezeichnete Vikernes als „[ei]n letztes verbliebenes Urgestein fernab von heutigen Maßstäben“. Vikernes habe „nichts verlernt und weiß die Hörer süchtig nach seiner Musik zu machen“; Fallen sei sein bestes Werk seit Filosofem. Für Thomas L. von Nonpop macht der Wechsel zwischen klarem und gutturalem Gesang, den „[n]icht wenige Rezensenten“ am Vorgänger kritisierten, „einen großen Teil der Stimmung aus; VIKERNES punktet ungemein damit, dass er seine Stimme so einsetzt, wie es die wenigsten erwarten: sanft und zerbrechlich“. Fallen sei für ihn „eines der besten Alben von BURZUM überhaupt“, werde aber den Hörern nicht gefallen, die dem Vorgänger Belus nichts abgewinnen konnten.